# 扬·里亚波什
扬·里亚波什（1968年9月28日—）是斯洛伐克的残疾人乒乓球選手。目前在残疾人乒乓球第2級運動中的世界排名是第9名，在輪椅乒乓球運動的世界排名是第82名。他在残疾人奥林匹克运动会獲得四面金牌、一面銀牌和一面銅牌。扬·里亚波什也是斯洛伐克帕拉林匹克委員會的主席，以及斯洛伐克殘疾人運動員協會（Slovenský paralympijský výbor）的主席。
扬·里亚波什在1993年發生車禍，因此有脊椎傷害，需要用輪椅代步。

## 生平
扬·里亚波什是於1968年在Heľpa出生。他在1993年去茲拉特莫拉夫采旅遊開車的路上打了瞌睡，因而發生車禍，頸椎第五節到第七節之間骨折，因此造成下半身癱瘓。在斯洛伐克國家復健中心復健時，開始接觸残疾人乒乓球。扬·里亚波什在特爾納瓦大學的健康與社會工作學院研讀社會研究畢業。

## 運動
扬·里亚波什是斯洛伐克史上最成功的夏季帕拉林匹克選手，在2004年、2008年和2012年三屆奧運會中就獲得了四面金牌和一面銀牌。2005年時宣佈他是十年最佳帕拉林匹克運動員，他也在20年中多次獲得歐洲殘疾人乒乓球錦標賽單人冠軍。他在1999年到2017年歐洲殘疾人乒乓球錦標賽中獲得了16面獎牌，其中有11面是金牌。
扬·里亚波什屬於皮耶什佳尼的運動俱樂部，由用右手執拍的Ľuboš Dobrotka教授。
扬·里亚波什在2012年夏季残疾人奥林匹克运动会中，在個人組和團體組的C2組和C1-2組（隊友是Rastislav Revúcky、Martin Ludrovský）中獲勝。他在2016年夏季帕拉林匹克運動會的C2組進入前八強，團體的C1-2組則是第四名。
扬·里亚波什也參加了2020年夏季帕拉林匹克運動會。